# George Lamming
George Lamming (n. 8 iunie 1927, Carrington, Saint Philip, Barbados⁠(d), Barbados – d. 4 iunie 2022, Bridgetown, Barbados) a fost un romancier și poet din Barbados.